# Katyn (localidade rural)
Katyn (em russo: Катынь; polaco: Katyn [katɨɲ]) é uma localidade rural (um selo) situada no Oblast de Smolensk, Rússia, distante aproximadamente 18 km a oeste do centro de Smolensk e cerca de 60 km das fronteiras da Rússia com a Bielorrússia. 
Conta com uma estação da linha ferroviária internacional de Berlim-Varsóvia-Minsk-Moscou.

## História
A floresta de Katyn, nos arredores da aldeia, foi o local do massacre de Katyn, em março de 1940, quando cerca de 22.000 prisioneiros poloneses (oficiais do exército e membros da elite intelectual da Polônia, incluindo políticos, professores, cientistas, médicos, engenheiros, advogados, etc.) foram assassinados.
Houve troca de acusações entre a União Soviética e a Alemanha nazista. Somente em 1990 Mikhail Gorbachev admitiu que o NKVD fora mesmo o responsável pelo massacre, e confirmou a existência de duas outras necrópoles, semelhantes à de Katyn, em Mednoye e Piatykhatky.
Nas valas comuns da floresta de Katyn também foram encontrados cadáveres de cidadãos soviéticos executados à época do regime stalinista.
Em (2007), o cineasta polonês Andrzej Wajda realizou o filme Katyń, sobre o massacre.

## Acidente aéreo
Em 10 de abril de 2010 em torno de 8:00 GMT, uma aeronave da Força Aérea Polonesa caiu perto de Katyn, na Base Aérea Militar de Smolensk. Entre os passageiros do avião Tupolev Tu-154, de fabricação russa, estavam o presidente polonês, Lech Kaczynski, e sua esposa; Sławomir Skrzypek, o governador do Banco Central polonês, Andrzej Kremer, o vice-ministro das Relações Exteriores; Piotr Nurowski, o presidente do Comité Olímpico polaco, Jerzy Szmajdzinski, o vice-presidente do Sejm, sete generais do exército e muitas figuras políticas, totalizando 96 pessoas, inclusive 7 membros da tripulação. Não houve sobreviventes. A delegação iria participar de um evento em memória do 70º aniversário do massacre de Katyn, no qual o Presidente Kaczynski iria pronunciar um discurso sobre o significado histórico do massacre e destacando a necessidade de reconciliação entre russos e poloneses. O discurso foi posteriormente publicado em sua versão original polonesa e em inglês.